# 涌井洋治
涌井 洋治（わくい ようじ 1942年2月5日 - ）は、神奈川県横浜市出身の官僚。血液型はA型。経済企画庁長官官房長、大蔵省大臣官房長、大蔵省主計局長、日本たばこ産業（JT）会長などを務めてきた。

## 来歴・人物
横浜市立岩崎中学校、横浜市立桜丘高等学校から東京大学文科一類に入学。1964年 東京大学法学部第2類（公法コース）卒業。同年 大蔵省入省。同期には野田毅（衆議院議員）、田波耕治（大蔵事務次官、内閣内政審議室長）、加藤隆俊（IMF副専務理事、財務官）、野口悠紀雄（経済学者）、高橋厚男（関税局長）、秋山昌廣（防衛事務次官）、杉崎重光（IMF副専務理事、証取監視委事務局長）、野口卓夫（大証副理事長）など。
経企庁官房長、大蔵省官房長を経て、主計局長と同期中の事務次官の筆頭候補であった。当時の一連の大蔵省接待汚職事件報道のなか、のちに泉井事件に発展してゆく渦中にあった泉井純一により、主に通産官僚などへのタニマチ行為がマスコミの耳目を集めていた頃、大蔵官僚の涌井にも美術品が贈与されたことを指摘された。そのため同期の田波耕治が内閣内政審議室長から次官に座ることとなった。 この事件についてノンフィクション作家である広瀬隆は、著書「私物国家」において美術商を介した収賄の仕組みを詳細に示した上で、涌井に対する処分が表面上の付け値によって口頭による厳重注意で済まされた事を批判している。
退官後はすぐに日本損害保険協会副会長。2004年6月から小川是の後を受けてJT会長就任。2012年6月 退任。その後、顧問と兼務で日本たばこ産業株式会社が出捐したアフィニス文化財団理事長に就任。

## 略歴
- 1963年9月　国家公務員上級甲種試験（法律）を合格。試験地は東京都。受験番号は2130番[5]
- 1964年4月　大蔵省入省（大臣官房文書課）
- 1966年6月　経済企画庁国民生活局物価政策課
- 1968年5月　主計局総務課調査主任[6]
- 1969年7月　主計局総務課企画第一係長[7]
- 1970年7月　倉敷税務署長
- 1971年7月　国税庁調査査察部査察課課長補佐
- 1972年7月　大臣官房文書課課長補佐（管理・調査）[8]
- 1973年2月　主計局法規課課長補佐
- 1974年7月　和歌山県総務部財政課長
- 1976年7月　主計局主計官補佐（建設第一、二係主査）
- 1979年6月　大臣官房企画官兼大臣官房秘書課
- 1981年7月　東京国税局査察部長
- 1982年6月　主計局主計企画官（調整担当）[9]
- 1983年6月　主計局主計官（建設、公共事業総括担当）
- 1986年6月　主計局主計官兼主計局総務課
- 1988年6月　主計局総務課長
- 1989年6月　内閣総理大臣秘書官（事務担当）
- 1991年6月　主計局次長
- 1993年6月　経済企画庁長官官房長
- 1995年5月　大蔵省大臣官房長
- 1997年9月　大蔵省主計局長（1999年7月まで）

## 発言・エピソード

### 大蔵省
- 「10年に1度の大物次官」と言われた斎藤次郎に近く、小村武、田谷廣明、杉井孝と共に「斎藤4人組」に数えられていた[10]。
- 自身も「大物（大蔵）官僚」とされており、「大物次官」の目安にもなる「在任2年」は濃厚と言われ[11]、斎藤の後の「大物次官」候補とされていた[12]。事務次官になる手前の経済企画庁長官官房長→本省大臣官房長→主計局長まで上り詰めたが、前述の不祥事により、事務次官まであと1歩のところで退官となった。
- 印象に残っていることとして、主計局主計官（建設、公共事業総括担当）時代に公共事業関係費をマイナス予算で組んだことを挙げている[1]。
- 国会方面に“公共の涌井”で知られる公共事業のプロとされ、主計局主計官補佐（建設係主査）、主計官（建設・公共事業総括担当）を通じて与野党の公共族（道路族など）を相手に回し、毎年のように一般会計の公共事業費を削減し続けた手腕を持っている[13]。

#### 課長補佐時代
- 課長補佐時代から建設省の予算に係ってきた。主計局主計官補佐（主査）として、建設係を2年、公共事業係を1年と、合わせて3年。この他、1973年2月から主計局法規課課長補佐で建設省を担当してきたため、都合5年（約4年半）「建設省志とお付き合いが続いている。入省以来、15年であるから、その3分の1は『建設省さん』相手の仕事」「ほとんどが楽しい思い出ばかりである。もっとも当方は楽しくても相手をする人は苦痛であったかもしれないが」などと語っていた[14]。
- 主査（主計官補佐）としての勤務について、「主査（主計官補佐）の条件は相当厳しい。膨大な量の要求を聞いて、これを整理、査定して局議に諮るという作業が9月から12月まで続く。要求側との議論は夜中まで続くこともあった。こんな訳で、帰宅は夜中で日曜も出勤するパターンが予算の決定まで続く」「妻子との付き合いより、建設省の人との付き合っている時間の方が長くなる」などと語っていた[14]。

#### 課長時代
- 主計局主計官兼主計局総務課だった際に「最近思うことは、財政の対応力の回復をどのようなシリオで進めていくかということ。社会、経済の変化のスピードが加速化しており、それに対して行政がどう対応していくべきかということである」と述べている[1]。

### 交友
- 小野邦久（都市再生機構理事長、初代国土交通事務次官、建設事務次官）とは東大入学初日からの付き合い。小野は涌井について、「昔から飲んで楽しく、語って面白く、また、歌って愉快な好漢である。多くの人に愛されるが、意志は強く、将来を鋭く見通す洞察力の持ち主でもある」と語っている[15]。